# 全開の唄
「全開の唄」（ぜんかいのうた）は、日本の男性4人組ロックバンド、かりゆし58の8枚目のシングル。2010年6月16日にLD&K Recordsより発売された。

## 概要
2010年2弾目のシングル。歌詞には月曜日から日曜日までどんな困難にも負けず頑張る人々への応援歌となっている。曲調はアッパー。
また、初回盤には本タイトル曲のプロモーションビデオが収録されている。

## 収録曲
1. 全開の唄
2. 幸せ呼ぶほうへ
3. 思ひ出
4. 全開の唄

## DVD
全開の唄プロモーションビデオ

## 映画
『全開の唄』は、2015年10月3日より全国で公開される日本映画。かりゆし58の曲『全開の唄』をテーマにした青春映画。
自転車競技のスプリント種目で対決するストーリー。
2016年2月19日DVD発売。

### キャスト
- 只野健一(20) - 佐野和真
- 川上綾香(27) - 中村ゆり
- 井沢遼(22) - 遠藤雄弥
- 高峰椿(20) - 中島愛里
- - 河相我聞
- - 佐藤二朗
- 中野コーチ - 浅野和之
- 只野五郎 - 六平直政
- - 原史奈
- 斉藤隆 - 斎藤嘉樹

### スタッフ
- 監督・脚本 中前勇児
- 脚本 山本浩貴
- 主題歌 かりゆし58
- 音楽 鈴木麻理奈、矢部公英、北澤亮